# Les Hommes de l'ombre (série télévisée)
Pour l’article homonyme, voir Les Hommes de l'ombre.
Les Hommes de l'ombre est une série télévisée française en 18 épisodes de 52 minutes créée par Dan Franck, Frédéric Tellier, Charline de Lépine et Emmanuel Daucé, et diffusée du 25 janvier 2012 au 4 novembre 2016 sur France 2.
À la suite du succès de la
première saison
,
une deuxième est commandée 
et diffusée à partir du 1er octobre 2014
,.
Malgré des audiences en baisse, une troisième saison est commandée
. La deuxième saison a attiré moins de téléspectateurs à l'heure de grande écoute que la première, mais, si on y ajoute ceux qui l’ont regardée en différé, les audiences sont stables.

## Synopsis
Le président de la République française, en visite à Saint-Étienne, dans la Loire, dans une usine gréviste, décède, victime d'un attentat à la bombe. Le monde politique s'agite : une élection présidentielle anticipée doit se tenir dans les trente-cinq prochains jours. Il ne fait aucun doute que Philippe Deleuvre, le Premier ministre, sera candidat à l'Élysée. Mais ce que peu de gens savent, c'est que le chef du gouvernement sait bien plus de choses qu'il ne le prétend. Ce mensonge d'État provoque le retour aux affaires de Simon Kapita, un ancien conseiller en communication (spin doctor) du défunt président. Soucieux de préserver l'honneur de son ami décédé et une certaine forme d’éthique politique, cet homme de l’ombre se fixe désormais un objectif : trouver un candidat qui sera capable de battre Deleuvre.

## Distribution
- Nathalie Baye : Anne Visage (saison 1)
- Bruno Wolkowitch : Simon Kapita (saisons 1 à 3)
- Grégory Fitoussi : Ludovic Desmeuze (saisons 1 à 3)
- Clémentine Poidatz : Valentine (saison 1)
- Philippe Magnan : Philippe Deleuvre (saison 1 à 3)
- Valérie Karsenti : Apolline Vremler, ex-femme de Simon Kapita (saison 1)
- Nicolas Marié : Alain Marjorie, candidat puis président de la République française (saisons 1 à 3)
- Yves Pignot : Robert Palissy (saisons 1 à 3)
- Philippe Hérisson : Guénelon (saison 1)
- Abdelhafid Metalsi : Commissaire Malik Gendre, chef de la sécurité du président (saison 1)
- Marianne Fabbro : Juliette, fille de Simon Kapita et d'Apolline Vremler (saisons 1 à 3)
- Mathieu Barbet : Marc Kajanef (saison 1)
- Christiane Millet : Isabelle Desportes, femme du président décédé, Première dame de France (saison 1)
- Aïssatou Diop : Lili (saison 1)
- Sandra Choquet : Claudia (saison 1)
- Patrick Harivel : ministre de l'Intérieur (saison 1)
- Olivier Rabourdin : Benoît Hussan, ministre de l'Intérieur (saison 2)
- Smadi Wolfman : Alexandra (saison 1)
- Carole Bouquet : Élisabeth Marjorie, femme d'Alain Marjorie, Première dame de France (saisons 2 et 3)
- Aure Atika : Gabrielle Tackichieff, secrétaire général de l'Élysée (saison 2)
- Emmanuelle Bach : Apolline Vremler, ex-femme de Simon Kapita (saisons 2 et 3)
- Rani Bheemuck : Virginie, assistante de Ludovic Desmeuze (saison 2)
- Stéphanie Crayencour : Rose Sarfati, compagne de Benoît Hussan (saison 2)
- Rachida Brakni : Clémence Parodi (saison 3)
- Mario Hacquard : Joël Joly (saison 3)
- Laurent Lucas : Maxime Beaugendre, Premier ministre de Marjorie (saison 3)
- Anne Benoît : Hélène Sacco, chef du parti présidentiel puis Premier ministre de Marjorie (saison 3)
- Sophie-Charlotte Husson : Anne-Marie Carrère, députée des Hauts-de-Seine (saison 3)
- Francois Dunoyer : Pierre Desportes Président défunt (saison 1)

## Personnages principaux
Anne Visage
Secrétaire d'État aux Affaires sociales, elle est au côté du président lors de l'attentat à la bombe. Convaincue par Simon Kapita, elle propose sa candidature à l'élection présidentielle face au Premier ministre, Philippe Deleuvre.
Simon Kapita
Conseiller en communication et ami du défunt président Pierre Desportes, il retourne aux affaires durant la campagne présidentielle pour contrer le Premier ministre, Philippe Deleuvre. Il pense que la secrétaire d'État Anne Visage est la candidate la plus sérieuse pour l'emporter. Il deviendra par la suite le conseiller du président Marjorie lors des deuxième et troisième saisons.
Philippe Deleuvre
Premier ministre de droite du défunt président Pierre Desportes, il prépare sa campagne pour la présidentielle avant même la mort de Desportes. Simon Kapita ayant refusé d'intégrer son équipe, il fait appel à l’élève de ce dernier, Ludovic Desmeuze.
Ludovic Desmeuze
Jeune conseiller en communication, il fut élève de Simon Kapita avant de lui racheter sa société. Il accepte de se charger de la campagne du Premier ministre Philippe Deleuvre face à son ancien mentor. Il se charge ensuite des candidats opposants au pouvoir lors des seconde et troisième saisons.
Alain Marjorie
Chef de l'opposition de gauche lors de la première saison et président lors des seconde et troisième saisons. Il essaie de débaucher Simon Kapita sans succès lors de la première saison et l'aura comme conseiller spécial durant les deux saisons suivantes.
Elizabeth Marjorie
Femme du président Marjorie, elle est atteinte de troubles du comportement. Dotée d'un grand sens de la justice, elle n'hésite pas lors de la troisième saison à se rendre dans un émirat afin de sauver la vie d'une jeune femme injustement accusée de prostitution.
Clémence Parodi
Maîtresse de Marjorie lors de la troisième saison, elle a une brève aventure avec Kapita à la suite d'un attentat.
Robert Palissy
Sénateur et chef du parti centriste, PDR, allié à Anne Visage dans la saison 1. Ministre de l'intérieur puis Premier ministre pour Marjorie. Sous ses airs débonnaires, c'est un manipulateur prêt à tout pour conserver sa place quitte à cacher les malversations de son fils Martin qui trempe dans des affaires louches.

## Production

### Développement
Saison 1
La série est mise en route par Vincent Meslet, alors directeur de la fiction de France 2. Vue comme une série à fort potentiel, elle bénéficie d'un budget plus important que d'habitude : 6,9 millions d'euros, dont 4,8 millions financés par le groupe public.
Saison 2
À la suite du succès de la première saison, France 2 décide d'en commander une seconde. La production de cette nouvelle saison sera très chaotique. En février 2013, Nathalie Baye annonce qu'elle ne participera pas à la deuxième saison. Le scénariste et co-créateur Dan Franck, qui avait écrit seul les six nouveaux épisodes mettant en scène une femme président, est obligé de remanier totalement le scénario. Le tournage est alors repoussé de plusieurs mois à juin puis octobre 2013, le temps de trouver une nouvelle tête d'affiche. Finalement, Dan Franck décide de quitter la série, suivi de peu du réalisateur et co-créateur Frédéric Tellier. En mai 2013, la chaîne France 2 donne trois mois aux nouveaux scénaristes, Marie Guilmineau, Sylvain Saada et Pauline Rocafull, pour écrire les six nouveaux épisodes.
En septembre 2013, on apprend que Carole Bouquet est la nouvelle femme forte de la série, remplaçant Nathalie Baye, mais dans un rôle différent. Elle joue Élisabeth Marjorie, la femme du politique Alain Marjorie (Nicolas Marié) déjà présent dans la saison 1. Aure Atika rejoint également la distribution dans le rôle de Gabrielle Tackichieff, Secrétaire général de l'Élysée. Olivier Rabourdin fait également partie du casting dans le rôle de Benoît Hussan, Ministre de l'Intérieur. Dix jours avant le tournage, Valérie Karsenti qui jouait la journaliste et ex-femme de Simon Kapita (Bruno Wolkowitch) décide de ne pas reprendre son rôle. Son personnage est repris au pied levé par Emmanuelle Bach, qui retrouve son partenaire de jeu de P.J., Bruno Wolkowitch.
Saison 3
Le lundi 7 juillet 2014, des discussions ont lieu entre France 2 et les producteurs à propos d'une éventuelle troisième saison. Le 15 octobre 2014, Bruno Wolkowitch confirme avoir signé pour une troisième saison, alors en cours d'écriture, centrée sur l'après-pouvoir : « Dan Franck avait parlé d'un triptyque qui serait l'avant-pouvoir, le pouvoir et l'après-pouvoir ». Elle sera la dernière de la série 

### Tournage
Le tournage de la deuxième saison commence en octobre 2013 et se termine en janvier 2014 sous la direction du réalisateur Jean-Marc Brondolo.
Lieux de tournage
- L'hôtel du Châtelet, siège du ministère du Travail, est utilisé pour les besoins du tournage pour figurer l'hôtel Matignon.
- La salle du conseil municipal de l'hôtel de ville de Gagny sert de décor pour une cellule de crise de l'Élysée [9].

### Fiche technique
- Titre : Les Hommes de l'ombre
- Réalisation : Frédéric Tellier (saison 1), Jean-Marc Brondolo (saison 2)
- Création : Dan Franck, Frédéric Tellier, Charline de Lépine et Emmanuel Daucé
- Scénario : Dan Franck et Régis Lefebvre sur une idée originale de Régis Lefebvre et Gérard Carré (saison 1) ; Marie Guilmineau et Sylvain Saada avec la collaboration de Pauline Rocafull (saison 2)
- Adaptation et dialogues : Dan Franck (saison 1), Marie Guilmineau (saison 2)
- Décors : Christophe Thiollier
- Costumes : Marie-Noëlle Van Meerbeeck et Véronique Périer
- Image : Matias Boucard
- Son : Frédéric Bobillier, Ferdinand Bouchara et Anne-Laure François
- Montage : Stratos Gabrielidis
- Musique : Christophe La Pinta
- Production : Jean-François Boyer, Charline de Lépine et Emmanuel Daucé
- Sociétés de production : Macondo Productions, Tétra Média Fiction et Stephan Films, avec la participation de France Télévisions et TV5 Monde
- Pays : France
- Langue : Français
- Format : Couleurs - 35 mm
- Ratio écran : 2.20 panoramique 16:9
- Durée : 936 min (18 × 52 min)
- Dates de première diffusion :
  -  France : 25 janvier 2012 (France 2)

### Diffusion
La diffusion des six épisodes a lieu à partir du mercredi 25 janvier 2012, en première partie de soirée sur France 2, à raison de deux épisodes par semaine.
Peu avant le début de la diffusion, le site Le Village a annoncé que la diffusion des épisodes sur France 2 s'accompagnerait d'un web-documentaire en trois volets réalisé par Sullivan Le Postec, « Lumière sur les hommes de l’ombre », auquel ont participé les quatre cocréateurs de la série Dan Franck, Frédéric Tellier, Charline de Lépine et Emmanuel Daucé ainsi que l'acteur Grégory Fitoussi, et disponible gratuitement sur ce site ainsi que via iTunes
,,.
Les épisodes sont rediffusés sur France 4 à partir du lundi 14 janvier 2013, à raison de deux épisodes par semaine.
La deuxième saison est diffusée à partir du mercredi 1er octobre 2014, à raison de deux épisodes par semaine. À cette occasion, la première saison est rediffusée les semaines précédentes le mercredi en deuxième partie de soirée.
La troisième saison est diffusée à partir du vendredi 21 octobre au vendredi 4 novembre sur France 2. Il n'y aura pas de quatrième saison.
La série est également diffusée à l'international dans une douzaine de pays, dont l'Allemagne, le Brésil et le Royaume-Uni sur Channel4.

## Épisodes

### Première saison (2012)
La première saison est diffusée du mercredi 25 janvier au 8 février 2012 sur France 2.
1. L’Attentat
2. La Candidate
3. La Conquête du centre
4. Le Témoin
5. Le Ralliement
6. Trahisons

### Deuxième saison (2014)
La deuxième saison est diffusée du mercredi 1er au 15 octobre 2014 sur France 2.
1. L'Accident
2. La Guerre des nerfs
3. Otages
4. La Cuillère du Diable
5. Chantage
6. L'Exercice du pouvoir

### Troisième saison (2016)
La troisième saison est diffusée du vendredi 21 octobre au 4 novembre 2016 sur France 2.
1. Mort en direct
2. La Femme de l'ombre
3. Politique people
4. Manipulations
5. Trahisons
6. Fin de partie

## Accueil

### Audiences
| Saisons | Épisodes | Date de diffusion         | Nombre de téléspectateurs | Part d'audience |
| ------- | -------- | ------------------------- | ------------------------- | --------------- |
| 1       | 1 et 2   | Mercredi 25 janvier 2012  | 5,2 millions              | 19,2 %          |
| 1       | 3 et 4   | Mercredi 1er février 2012 | 4,9 millions              | 17,4 %          |
| 1       | 5 et 6   | Mercredi 8 février 2012   | 4,6 millions              | 16,4 %          |
| 2       | 1 et 2   | Mercredi 1er octobre 2014 | 3,76 millions             | 13,5 %          |
| 2       | 3 et 4   | Mercredi 8 octobre 2014   | 3,2 millions              | 13,15 %         |
| 2       | 5 et 6   | Mercredi 15 octobre 2014  | 3,36 millions             | 12,9 %          |
| 3       | 1 et 2   | Vendredi 21 octobre 2016  | 2,97 millions             | 12,1 %          |
| 3       | 3 et 4   | Vendredi 28 octobre 2016  | 2,67 millions             | 11,4 %          |
| 3       | 5 et 6   | Vendredi 4 novembre 2016  | 2,70 millions             | 10,9 %          |

### Distinctions

#### Récompenses
- Festival international des programmes audiovisuels de Biarritz 2012 : FIPA d'or de l'interprétation féminine dans une série pour Nathalie Baye.

#### Nominations
- Festival de télévision de Monte-Carlo 2012 :
  - Meilleure mini-série
  - Meilleur dans une mini-série
- Globe de cristal 2013 : Meilleur téléfilm ou série télévisée